# The Best Is Yet to Come
The Best Is Yet to Come, è il cinquantesimo album della cantante jazz Ella Fitzgerald, pubblicato dalla Pablo Records nel 1982.
L'album vede la cantante accompagnata dall'orchestra di Nelson Riddle.

## Tracce
Lato A
1. Don't Be That Way (Benny Goodman, Mitchell Parish, Edgar Sampson) – 4:03
2. God Bless the Child (Arthur Herzog Jr., Billie Holiday) – 4:42
3. (I Wonder) Where Our Love Has Gone (Buddy Johnson) – 3:48
4. You're Driving Me Crazy (Walter Donaldson) – 3:27
5. Any Old Time (Artie Shaw) – 4:19

Lato B
1. Goodbye (Gordon Jenkins) – 3:58
2. Autumn in New York (Vernon Duke) – 3:24
3. The Best Is Yet to Come (Cy Coleman, Carolyn Leigh) – 5:19
4. Deep Purple (Peter DeRose, Parish) – 4:04
5. Somewhere in the Night (Mack Gordon, Josef Myrow) – 3:07